# Jordan Schakel
Jordan Schakel (Torrance, 13 de junho de 1998) é um jogador norte-americano de basquete profissional que atualmente joga no Washington Wizards da National Basketball Association (NBA) e no Capital City Go-Go da G-League.
Ele jogou basquete universitário pelo San Diego State.

## Primeiros anos
Schakel nasceu em 13 de junho de 1998 em Torrance, Califórnia. Ele começou a jogar futebol americano e basquete em uma idade precoce. Na terceira série, ele jogou em um torneio local de basquete 3 contra 3 em Long Beach, Califórnia.

## Carreira no ensino médio
Ele jogou no time de basquete da Bishop Montgomery High School em todos os quatro anos de sua carreira no ensino médio. Em dezembro de 2015, Schakel foi nomeado MVP do Mission Prep Christmas Classic, no qual sua equipe foi campeã do torneio. Ele é notável por sua proeza no arremesso de três pontos, acertando 81 arremessos de três pontos em 2016.
Durante a temporada de 2017, Schakel liderou sua equipe durante as semifinais da Divisão Aberta da Seção Sul da CIF sobre o Sierra Canyon. Neste jogo em 24 de fevereiro de 2017, ele marcou 20 pontos na vitória de 70-63. Schakel quebrou o recorde de sua escola de mais vitórias.
Ele também desempenhou um papel importante em sua equipe conquistando o título da primeira divisão do estado. Em 25 de março de 2017, Schakel marcou vinte pontos na vitória por 74-67 sobre o Woodcreek High School na final da CIF. Ele liderou a equipe em rebotes em 2017 e terminou sua carreira com um recorde de 118 vitórias.

### Recrutamento
Em julho de 2016, Schakel anunciou seu compromisso de frequentar a Universidade Estadual de San Diego (SDSU) a partir do outono de 2017. Ao fazê-lo, ele recusou ofertas da USC, onde seus pais frequentavam. Em novembro de 2016, ele afirmou seu compromisso por escrito.
| Nome | Cidade Natal                                               | Escola                 | Altura             | Peso           | Data                |
| --- | ---------------------------------------------------------- | ---------------------- | ------------------ | -------------- | ------------------- |
| Jordan Schakel SF | Torrance, CA                                               | Bishop Montgomery (CA) | 6 ft 6 in (1.98 m) | 188 lb (85 kg) | 20 de julho de 2016 |
| Jordan Schakel SF | Recrutamento: Scout: Rivals: 247Sports: ESPN grade: 81/100 |                        |                    |                |                     |
| - Nota: Em muitos casos, Scout, Rivals, 247Sports e ESPN podem entrar em conflito em suas listas de altura e peso, nestes casos, a média foi obtida. - Fonte: |                                                            |                        |                    |                |                     |

## Carreira universitária
Na temporada de 2017-18, Schakel participou de 33 jogos e teve médias de 3,2 pontos e 2,1 rebotes. Depois de vencer o torneio da Mountain West Conference, sua equipe se classificou para o torneio da NCAA de 2018 mas perdeu na primeira rodada para Houston por 67-65.
Em seu segundo ano, Schakel foi titular em 16 dos 28 jogos em que participou e teve médias de 7,4 pontos e 3,6 rebotes. A equipe chegou a final do Torneio da Mountain West Conference de 2019, mas perdeu para Utah State.
Em sua terceira temporada, Schakel se tornou titular regular e teve médias de 10 pontos e 3,4 rebotes. Em 12 de fevereiro de 2020, a SDSU conquistou o título da temporada regular da MWC mas perdeu no Torneio da conferência.
Em sua última temporada, Schakel acertou 46,11% de suas tentativas de 3 pontos, ocupando o terceiro lugar no país. Ele foi duas vezes nomeado Jogador da Semana da Mountain West Conference durante a temporada. Em 4 de janeiro de 2021, Schakel registrou 28 pontos e nove rebotes na vitória por 78-65 sobre Colorado State. Em 3 de março de 2021, a SDSU conquistou o título da temporada regular da Mountain West Conference pelo segundo ano consecutivo. No torneio da conferência, a equipe venceu o Utah State por 68-57 para vencer o título. A equipe perdeu na primeira rodada do Torneio da NCAA de 2021 para Syracuse.
Ao longo de sua carreira universitária, Schakel marcou 225 cestas de 3 pontos, ocupando o terceiro lugar na história de SDSU. A universidade anunciou que Schakel iria participar do Campeonato de 3 pontos do State Farm College. Algumas horas depois, ele anunciou que seguiria uma carreira profissional ao entrar no draft da NBA de 2021. Ele se formou em marketing e foi nomeado Atleta Acadêmico em cada semestre da universidade.

## Carreira profissional

### Washington Wizards / Capital City Go-Go (2021–Presente)
Depois de não ser selecionado no draft da NBA de 2021, Schakel se juntou ao Golden State Warriors para a Summer League de 2021 e ao Sacramento Kings na Summer League de Las Vegas.
Em 21 de setembro de 2021, ele assinou um contrato de 10 dias com o Washington Wizards. Ele foi dispensado em 13 de outubro. Em 26 de outubro, Schakel ingressou no Capital City Go-Go como jogador afiliado. Em 14 jogos na G-League, ele teve médias de 13,8 pontos e 3,2 rebotes.
Em 22 de dezembro de 2021, Schakel assinou um contrato de 10 dias com os Wizards. Em 1º de janeiro de 2022, Schakel foi re-adquirido pelo Capital City Go-Go.
Em 9 de março de 2022, Schakel assinou um contrato de mão dupla com os Wizards. Ele jogou em 4 jogos na temporada de 2021-22 da NBA.

## Estatísticas da carreira

### NBA

#### Temporada regular
| Ano     | Equipe     | PJ | PT | MPJ | AP   | 3P   | LL    | RT  | AS | BR | TO | PPJ |
| ------- | ---------- | -- | -- | --- | ---- | ---- | ----- | --- | -- | -- | -- | --- |
| 2021–22 | Washington | 4  | 0  | 7.5 | .091 | .167 | 1.000 | 2.0 | .0 | .3 | .0 | 1.3 |

### Universitário
| Ano      | Equipe          | PJ  | PT | MPJ  | AP   | 3P   | LL   | RT  | AS  | BR  | TO | PPJ  |
| -------- | --------------- | --- | -- | ---- | ---- | ---- | ---- | --- | --- | --- | -- | ---- |
| 2017–18  | San Diego State | 33  | 0  | 13.8 | .330 | .346 | .684 | 2.1 | .6  | .4  | .1 | 3.2  |
| 2018–19  | San Diego State | 28  | 16 | 23.3 | .447 | .415 | .841 | 3.6 | 1.1 | .8  | .1 | 7.4  |
| 2019–20  | San Diego State | 32  | 31 | 26.5 | .453 | .436 | .927 | 3.4 | .6  | .8  | .1 | 10.0 |
| 2020–21  | San Diego State | 28  | 27 | 29.2 | .473 | .461 | .908 | 4.4 | 1.0 | 1.0 | .1 | 14.4 |
| Carreira | Carreira        | 121 | 74 | 23.2 | .425 | .414 | .840 | 3.3 | .8  | .7  | .1 | 8.7  |

Fonte:

## Vida pessoal
A mãe de Schakel, Stefanie Bodison, é uma ex-jogadora de vôlei da USC e professora assistente na Universidade da Flórida. Seu pai, Dan, é especialista em reabilitação em casa.